# Johann Bernhard Schwarzeburger
Johann Bernhard Schwarzeburger (auch Schwarzenberger; * 4. Juni 1672 in Frankfurt am Main; † Juli 1741 ebenda) war ein in Frankfurt tätiger Bildhauer und Steinschneider.

## Leben
Er stammte aus sehr ärmlichen Verhältnissen und erlernte und betrieb zunächst die Bildhauerei. Er schuf sowohl sakrale als auch weltliche Skulpturen. Unter den heute bekannteren davon sind zwei 1701–1703 entstandene Epitaphien des Grafen August zu Lippe-Brake, Landkomtur der Deutschordensballei Hessen und Generalfeldmarschall von Hessen-Kassel, eines in der Kirche zu Brake, das andere in der Elisabethkirche in Marburg, die 1705–1708 geschaffene Pferdeskulptur an der Reithalle (heute Stadthalle) im Schloss Weilburg und der Delphinbrunnen von 1710 an der dortigen Oberen Orangerie. In Frankfurt schuf er unter anderem die Figuren und Schnitzarbeiten am 1725 erbauten Hochaltar der Dominikanerkirche, die von Anselm Franz von Thurn und Taxis gestifteten, aber bei der Renovierung 1854–1856 entfernten Figuren in den mittleren Nischen der Altäre beiderseits des Chors im Frankfurter Dom und das Marienbild an der brückenseitigen Ecke des ab 1707 neu errichteten Herrenhauses des Deutschen Ordens in Sachsenhausen.
Er verkehrte mit den Brüdern Johann Benedikt Hess und Sebastian Hess, bekannten Frankfurter Glas- und Steinschneidern, und unter deren Anleitung erlernte er die Edelsteinschneiderei. Nach antiken Vorbildern schnitt er Köpfe, Brustbilder und kleine Figuren, halb oder ganz erhaben. Seine drei Söhne halfen ihm dabei sehr, zunächst nur der jüngste, Adolph (* um 1714, † März 1738), als die Nachfrage seiner vornehmlich jüdischen Kunsthändler-Kundschaft immer mehr anstieg, dann auch die beiden älteren, Franz (* um 1699, † November 1735) und Valentin (* um 1704, † April 1732), die er eigens zu diesem Zweck nach Frankfurt zurückrief (Valentin war ab 1712 in Dresden Schüler des Hofbildhauers Balthasar Permoser gewesen). Sie schnitten keine Intaglien, sondern Kameen und Basreliefs, aber auch vollkommen freistehende Figuren. Besonders bekannt sind eine kleine Reiterstatue Augusts des Starken aus Bernstein, der sie (nachdem der zunächst zu kleine Pferdekopf nach einer von August selbst entworfenen Zeichnung abgeändert worden war) im Jahre 1713 für das Grüne Gewölbe kaufte, und vier ebenfalls von August dem Starken für das Grüne Gewölbe erworbenen Statuetten römischer Cäsaren.
Der frühe Tod seiner Söhne, den er dem unvorsichtigen Einatmen des Diamantenstaubs zuschrieb, war seinem Betrieb sehr abträglich, da sie viele der bedeutenden Feinarbeiten ausgeführt hatten, und er musste danach Aufträge ablehnen, da er sie allein nicht mehr ausführen konnte.
Schwarzeburger starb 1741 und wurde neben seinen Söhnen bei der Dominikanerkirche in Frankfurt beerdigt.
Sein Bruder war ein geschickter Porträtmaler.

## Werke (Auswahl)
- Epitaph des Grafen August zu Lippe-Brake, Landkomtur des Deutschordensballei Hessen und Generalfeldmarschall von Hessen-Kassel, in der Kirche zu Brake,[4]
- Epitaph des Grafen August zu Lippe-Brake in der Elisabethkirche in Marburg,[5]
- Pferdeskulptur an der Reithalle des Weilburger Schlosses,[2] (1705–1708)
- Delphinbrunnen an der Oberen Orangerie des Weilburger Schlosses, nach einem Entwurf von Julius Ludwig Rothweil,[2] (1710)
- Statuen des Hl. Rochus und des Hl. Josef in der Hospitalkirche St. Barbara in Oberursel[6][7]
- Grabdenkmal für Johann Ernst von Glauburg (1681–1733) in der Kirche in Frankfurt-Nieder-Erlenbach,[8] (1733)
- Wappenschmuck im Giebeldreieck des Mittelrisaliten am Corps de Logis des 1734–1739 erbauten Palais Thurn und Taxis in Frankfurt
- Vier 23-27 cm hohe Statuetten römischer Cäsaren in den Staatlichen Kunstsammlungen Dresden, geschnitten aus größtenteils aus Idar-Oberstein stammenden Schmucksteinen und in den Jahren 1729–1731 von August dem Starken gekauft: Domitian,[9] Titus, Vespasian, Julius Caesar.[10]
- Die 19 cm hohe Statuette „Holländischer Schiffer“ im Grünen Gewölbe in Dresden[11]